# Skyathea
Skyathea is een monotypisch geslacht van schimmels behorend tot de familie Gelatinodiscaceae. Het bevat alleen de soort Skyathea hederae.